# Stazione di Villasanta Parco
Stazione di Villasanta Parco vasútállomás Olaszországban, Lombardia régióban, Villasanta településen.

## Vasútvonalak
Az állomást az alábbi vasútvonalak érintik:
- Monza–Molteno–Lecco-vasútvonal

## Kapcsolódó állomások
A vasútállomáshoz az alábbi állomások vannak a legközelebb:
- Stazione di Monza Sobborghi
- Stazione di Buttafava